# Энглих, Мирко
Мирко Энглих (нем. Mirko Englich, р.28 августа 1978) — германский борец греко-римского стиля, призёр Олимпийских игр и чемпионатов Европы. Муж европейской призёрки Ивонны Энглих.

## Биография
Родился в 1978 году в Виттене. В 2003 году стал серебряным призёром чемпионата Европы. В 2004 году принял участие в Олимпийских играх в Афинах, но стал там лишь 11-м. В 2008 году стал серебряным призёром чемпионата Европы и Олимпийских игр в Пекине.